# アウグスト・ヴィルヘルム・フォン・ホフマン・メダル
アウグスト・ヴィルヘルム・フォン・ホフマン・メダル（ドイツ語: August-Wilhelm-von-Hofmann-Denkmünze）は、ドイツの化学賞。アウグスト・ヴィルヘルム・フォン・ホフマンにちなみ、1902年にホフマン賞（Hofmann-Preis）として創設された。

## 受賞者

### 1903年–1942年
- 1903年 アンリ・モアッサン, ウィリアム・ラムゼー
- 1906年 ウィリアム・パーキン
- 1921年 Carl Duisberg
- 1924年 Bernhard Lepsius
- 1927年 Franz Oppenheim
- 1936年 Max Bodenstein
- 1937年 フランツ・フィッシャー
- 1938年 Giovanni Battista Bonino, Pierre Jolibois
- 1939年 セント＝ジェルジ・アルベルト
- 1940年 Max Samec, Géza Zemplén, グスタフ・コムッパ, Hermann Rein
- 1942年 アドルフ・ブーテナント, パウル・ヴァルデン

### 1953年–現在
- 1953年 Roger Adams, エミリオ・セグレ
- 1955年 ウィルヘルム・ティセリウス
- 1957年 ロバート・ロビンソン
- 1962年 Paul D. Bartlett, ウィリアム・デーリング
- 1964年 Edgar Lederer
- 1967年 Wiktor Nikolajewitsch Kondratjew, ローレンス・ブラッグ, ウラジミール・プレローグ
- 1970年 Costin D. Nenitzescu
- 1974年 Edgar Heilbronner
- 1976年 アルバート・エッシェンモーザー
- 1978年 Paul Hagenmuller
- 1981年 野副鉄男
- 1983年 David Ginsburg
- 1985年 George C. Pimentel
- 1988年 Jack Halpern
- 1991年 アンリ・カガン
- 1992年 Alan R. Battersby
- 1995年 Joshua Jortner
- 1997年 Charles Weissmann
- 1999年 Jack Lewis, Baron Lewis of Newnham
- 2001年 スティーヴン・V・レイ
- 2003年 ディーター・ゼーバッハ
- 2005年 ロバート・グラブス, リチャード・シュロック
- 2006年 François Diederich
- 2008年 キリアコス・コスタ・ニコラウ
- 2010年 チンターマニー・ラーオ
- 2012年 Sason Shaik, Martin Quack
- 2014年 バリー・トロスト
- 2016年 ベルナルト・L・フェリンハ
- 2018年 マイケル・グレッツェル
- 2020年 オマー・ヤギー
- 2022年 Paul Anastas, John C. Warner
- 2024年 David A. Leigh

## 参照
- August-Wilhelm-von-Hofmann-Denkmünze